# Nizozemská Nová Guinea
Nizozemská Nová Guinea, někdy též Holandská Nová Guinea, byla nizozemská kolonie na Nové Guineji. Jejím hlavním městem byla Hollandia (dnes se jmenuje Jayapura).
Kolonie byla oddělena v roce 1945 od Nizozemské východní Indie. Po získání nezávislosti Indonésie v roce 1949 zůstala v rukou Nizozemců pouze západní část Nové Guineje a Nizozemci zahájili přípravy na nezávislost Nové Guineje.
V roce 1959 se konaly komunální volby. Nově zvolený parlament vyhlásil 5. dubna 1961 svůj záměr – vyhlásit do konce desetiletí plnou nezávislost. Dne 1. prosince 1961 byly zavedeny oficiální státní symboly. 
Dne 18. prosince 1961 Indonésie na Nizozemskou Novou Guineu zaútočila. Po téměř ročních bojích byl dne 1. října 1962 uzavřen mír. Nizozemsko poté Novou Guineju opustilo a region přešel pod správu Organizace spojených národů. Jak bylo dříve dohodnuto, občané bývalé Nizozemské Nové Guineje měli sami rozhodnout o budoucnosti území. Když nizozemská administrativa začala emigrovat do Nizozemí, Indonésané začali místo Holanďanů dosazovat své lidi do místníchi úřadů. 1. května 1963 došlo ke konečné mocenské změně a místní parlament ovládaný Indonésií zvolil guvernérem E. J. Bonaye. Ve stejné době bylo území přejmenováno na Irian Jaya.
V roce 1969 se indonéské úřady nakonec rozhodly bývalou Nizozemskou Novou Guineu anektovat. Proběhlo referendum. Způsob konání referenda a jeho oficiální výsledky vyústily v odpor místního obyvatelstva. Indonéská vláda ale shledala referendum závazným a začlenila území do Indonésie jako provincii Západní Irian.